# Asclepias lynchiana
Asclepias lynchiana är en oleanderväxtart som beskrevs av M. Fishbein. Asclepias lynchiana ingår i släktet sidenörter, och familjen oleanderväxter. Inga underarter finns listade i Catalogue of Life.